# Christina von Bitter
Christina von Bitter (* 1965) ist eine deutsche freischaffende Künstlerin und arbeitet als Bildhauerin und Malerin.

## Leben
Christina von Bitter besuchte die Akademie der Bildenden Künste, München (1988 bis 1991) und leistete ein Praktikum bei der französischen Künstlerin Niki de Saint Phalle in deren Tarot Garten in der Toskana. Nach einem  Gaststudium an der Academia de Bellas Artes in Barcelona (1990) studierte Christina von Bitter von 1991 bis 1995 Bildhauerei und Malerei an der Universität der Künste Berlin und war bei Lothar Fischer Meisterschülerin. In den Jahren 2020/2021 war sie Stipendiatin des Internationalen Künstlerhaus Villa Concordia in Bamberg.
Christina von Bitter lebt und arbeitet in München und in Aschau im Chiemgau.

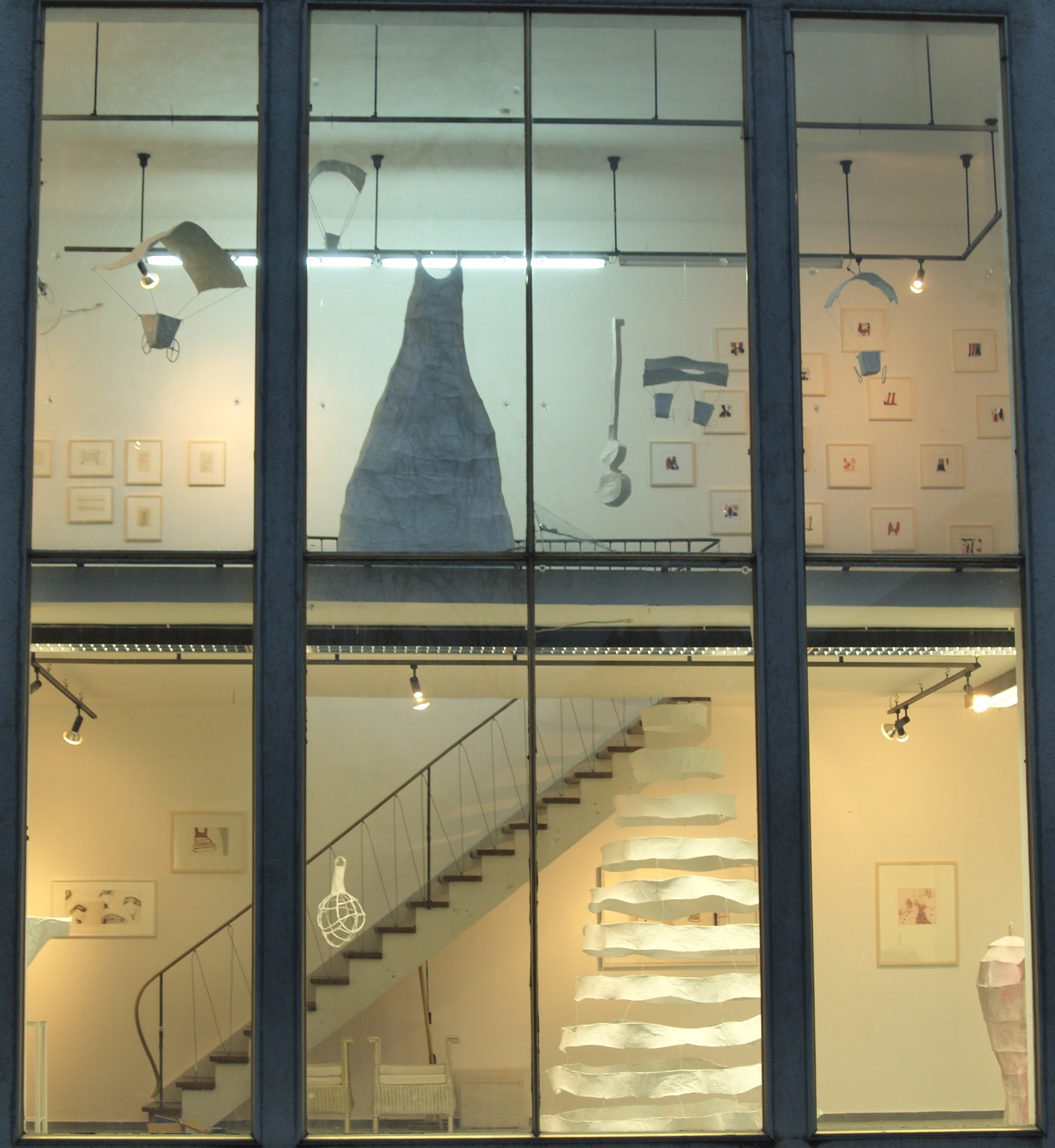
Blick in ein Schaufenster mit Werken von Christina von Bitter (2012)

Ihre Arbeiten sind in verschiedenen öffentlichen Sammlungen vertreten, so z. B. in den Bayerischen Staatsgemäldesammlungen in München, dem Diözesanmuseum München-Freising, im Lyrik Kabinett München, in der Artothek München, in der Artothek Nürnberg, im Bezirk Oberbayern, in den Städtischen Sammlungen München, im Klingspor Museum Offenbach, in der Kunsthalle Schweinfurt und der Akademie der Diözese Stuttgart. In verschiedenen Filmen und Publikationen ist ihre Arbeit dokumentiert worden. Die Künstlerin ist mehrfach vom Kulturreferat der Stadt München ausgestellt worden, wie dem Maximiliansforum (Morpholog 2003) und der Artothek (2004).

## Ausstellungen
Museumsausstellungen:
- Museum Lothar Fischer, Neumarkt/Opf. „Die sichtbare Stille“ 2008 (im Dialog mit Giorgio Morandi)
- Museum Moderner Kunst (Passau), Stiftung Wörlen: „Das sichtbar Unsichtbare“, 2009
- Kunsthaus Kaufbeuren „Die Stille der Dinge“ 2011, Plastiken im Dialog mit Werken des Malers Giorgio Morandi
- Diözesanmuseum Freising, München-Freising, Kloster Beuerberg, 2018, „Der Raum im Raum“

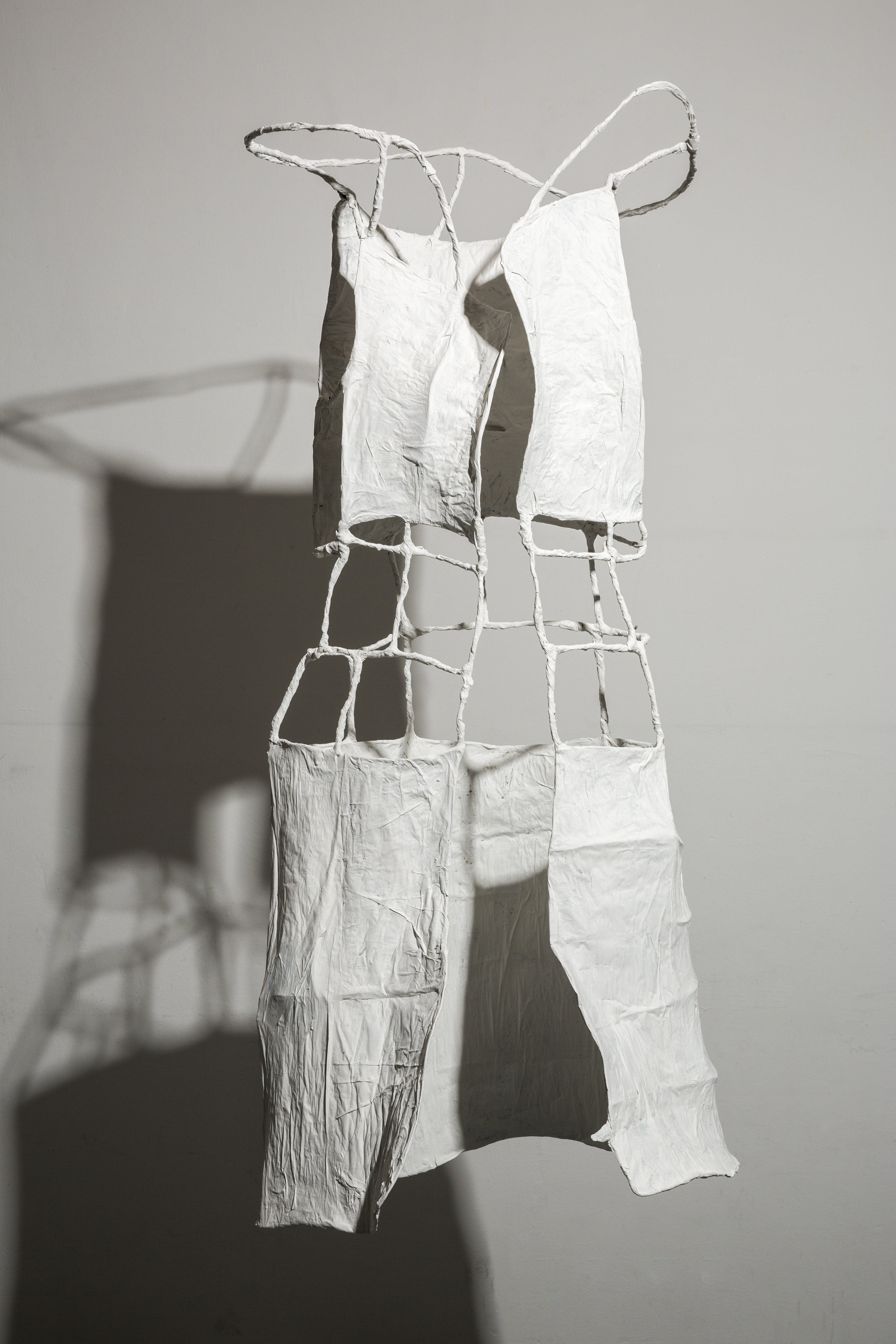
Christina von Bitter: Skulptur (2012)

Ihr Werk ist von Kunstvereinen und Institutionen wie unter anderem in der Villa Wessel in Iserlohn („Die Haut der Dinge“ 2012),
und im Maximiliansforum München („Morpholog“ 2003) gezeigt worden.

Regelmäßige Teilnahmen an Kunstmessen wie der art Karlsruhe, und ART.FAIR Köln oder der Kunst und Antiquitätenmesse Münster.

Galerien im In- und Ausland, so z. B. in Berlin, Bremen, Düsseldorf, Frankfurt, Heidelberg, München, Münster und Ulm sowie in der Schweiz und in Spanien stellten und stellen Christina von Bitter aus.

## Arbeiten im öffentlichen Raum
- 1992: Trinkbrunnen in Unterhaching bei München, Innenhof des Kulturzentrums.
- 2017: Bronzeplastik am Skulpturenweg in Neumarkt in der Oberpfalz.

## Veröffentlichungen
- Monografie: Christina von Bitter „Die Haut der Dinge“, hrsg. von Gottfried Knapp, Hirmer Verlag, München 2011,                      ISBN 978-3-7774-3811-5.
- Nora Gomringer und Christina von Bitter: „Seit wir uns kennen, duftet der Strauch neben dem Haus“, Verlag Kleinheinrich, Münster 2017, ISBN 978-3-945237-14-4.
- Ausstellungskatalog Christina von Bitter: „Der Raum im Raum“, Skulpturen, Kataloge und Schriften des Diözesanmuseums für christliche Kunst München und Freising, Band 66, 2018.
- Michael Krüger und Christina von Bitter: „Nach dem Gewitter die Mücken“, Hirmer Verlag, München 2020, ISBN 978-3-7774-3457-5.
- Michael Krüger und Christina von Bitter: „flußaufwärts“, Verlag Kleinheinrich, Münster 2023, ISBN 978-3-945237-69-4.

## Filme
- „Kinder treffen Künstler“ (11 Minuten), Benedikt Julian, 2008
- „Portrait einer Künstlerin“ (7 Minuten), Michael Bauer BR, 2009
- „Kunsträume“, BR-Alpha (15 Minuten), Defilla Peider, 2011
- „Die Stille der Dinge“ (3:12 Minuten), Werke von Christina von Bitter und Giorgio Morandi in Kaufbeuren, 2012